# Онолва
Онолва — река в России, протекает в Кочёвском районе Пермского края. Устье реки находится в 119 км по левому берегу реки Коса. Длина реки составляет 51 км. Площадь бассейна — 631 км².
Исток реки в лесах в 10 км к северо-западу от села Пелым (центр Пелымского сельского поселения). Река течёт на юго-восток, русло извилистое. По меркам крайне малонаселённого северо-запада Пермского края долина Онолвы достаточно населена, река протекает сёла Пелым и Большая Коча; деревни Куделька, Урья, Малый Маскаль, Маскаль (Большекочинское сельское поселение). Впадает в Косу в деревне Усть-Онолва (Маратовское сельское поселение). Ширина реки у устья около 20 метров.

## Притоки (км от устья)
- 6,1 км: река Кыдзьис (пр)
- 16 км: река Пузым (лв)
- 18 км: река Вежайка (пр)
- 31 км: река Урья (лв)
- река Ершибка (пр)
- река Тулкартыш (пр)
- 42 км: река Котню (в водном реестре -без названия, лв)

## Данные водного реестра
По данным государственного водного реестра России относится к Камскому бассейновому округу, водохозяйственный участок реки — Кама от истока до водомерного поста у села Бондюг, речной подбассейн реки — бассейны притоков Камы до впадения Белой. Речной бассейн реки — Кама.
По данным геоинформационной системы водохозяйственного районирования территории РФ, подготовленной Федеральным агентством водных ресурсов:
- Код водного объекта в государственном водном реестре — 10010100112111100002621
- Код по гидрологической изученности (ГИ) — 111100262
- Код бассейна — 10.01.01.001
- Номер тома по ГИ — 11
- Выпуск по ГИ — 1